# 2023년 켄터키 주지사 선거
2023년 켄터키 주지사 선거는 켄터키 주지사와 부지사를 선출하기 위한 선거로, 현지 시각으로 2023년 11월 7일 치러졌다. 민주당 소속 현직 주지사 앤디 베셔가 재선에 도전한다. 경선은 2023년 5월 16일에 열렸다. 이번 선거의 승자는 2023년 12월 12일에 취임할 예정이다.
공화당 후보는 켄터키주 법무장관 다니엘 캐머런이다. 이번 선거는 도널드 트럼프가 2020년에 승리한 주에서 2023년 선거를 앞두고 있는 두 민주당 주지사 선거 중 하나이며, 다른 하나는 루이지애나주이다. 이번 선거는 또한 주 역사상 최초로 법무장관직을 역임한 주요 양당 후보 간의 대결로 치러지는 주지사 선거이기도 하다. 베셔는 2016년부터 2019년까지 해당 직책을 맡았으며 그 후 캐머런이 그 자리를 계승했다.

## 배경
사회적으로 보수적인 남부 주인 켄터키는 연방 선거에서 공화당 텃밭으로 간주된다. 공화당은 연방 상원 의석을 2석 모두 보유하고 있으며, 연방 하원 역시 1석을 제외한 모든 의석을 보유하고 있다. 2020년 대선에서는 공화당의 도널드 트럼프가 켄터키주를 26%포인트 차이로 승리하였다. 그러나 주는 빌 클린턴이 대선에서 두 번이나 승리했던 1990년대만큼 경합적으로, 민주당은 일부 지방 및 주 수준 선거에서는 여전히 경쟁력을 유지하고 있다.
2003년부터 2019년까지 켄터키주 주지사 선거에서 승리한 정당이 이듬해 대선에서도 승리한 기록을 이어 오고 있다.
베셔는 교사 연금 개혁 법안에 서명한 것에 대한 심한 비판과 낮은 지지율에 시달렸던 당시 현직 주지사 공화당의 맷 베빈을 근소한 차이로 꺾고 2019년 초선되었다. 같은 해에 다니엘 캐머런은 켄터키주 법무장관 으로 선출되어 해당 직책에 선출된 최초의 아프리카계 미국인이 되었다.
캐머런은 법무장관으로 선출된 이후 특히 2020년 브레오나 테일러 사건에 연루되면서 전국적인 인지도를 얻었다. 그는 2020년 8월 24일 2020년 공화당 전당대회 에서 연설했다. 2020년 9월, 캐머런은 트럼프 대통령이 선정한 잠재적인 미국 연방 대법관 후보자 20인 최종 후보 명단에 올랐다.
2023년 5월 16일 캐머런은 47.7%의 득표율로 제2위 후보를 26%p의 차이로 따돌리며 공화당 후보로 지명되었다.

## 민주당 경선

### 후보자

#### 최종 후보
- 앤디 베셔 현 주지사[4][5]
  - 러닝메이트: 재클린 콜먼 현 부지사[4]

#### 경선 탈락
- 페피 마틴, 사업가, 컨설턴트, 다년생 후보, 1999년 공화당 주지사 후보[6][5]
- 조프 영, 다년생 후보 [a][7][5]

### 결과
| 2023년 켄터키 주지사 선거 민주당 경선 |           |        |           |        |      |      |  |
|                                       |           |        |           |        |      |      |  |
| 후보                                  | 후보      | 정당   | 득표      | 득표율 | 당락 | 비고 |  |
|                                       | 앤디 베셔 | 민주당 | 176,589표 | 91.3%  | 당선 |      |  |
|                                       | 조프 영   | 민주당 | 9,865표   | 5.1%   |      |      |  |
|                                       | 페피 마틴 | 민주당 | 6,913표   | 3.6%   |      |      |  |
| 합계                                  | 합계      | 합계   | 193,367표 |        |      |      |  |

## 공화당 경선

### 후보자

#### 최종 후보
- 다니엘 캐머런, 켄터키주 법무장관[8][5]

#### 경선 탈락
- 제이콥 클라크[5]
- 데이비드 쿠퍼, 켄터키 육군 방위군[7][5]
- 켈리 크래프트, 전 유엔 주재 미국 대사[9][5]
  - 러닝메이트: 맥스 와이즈, 주 상원의원[10]
- 에릭 디터스, 정직된 변호사[10][11][5]
  - 러닝메이트: 웨슬리 디터스, 전 파크힐스 시의원[10]
- 밥 데버, 전 매크리어리 카운티 교육위원회 위원이자 다년생 후보 [b][7][5]
- 마이크 하먼, 켄터키 주 감사관[12][5]
- 앨런 켁, 서머셋 시장[13][5]
- 데니스 오머로드[5]
- 라이언 퀄즈, 켄터키주 농업부 국장[14][5]
- 조니 라이스, 민병대 활동가이자 전직 경찰관[7][5]
- 로비 스미스, 고등학교 교사[7][5]

#### 제출하지 않음
- 앤서니 무어, 우물 시추 계약자[7]

#### 사퇴
- 서배너 매덕스, 주 하원의원[15][16]

#### 출마 거절
- 랄프 알바라도, 주 상원의원이자 2019년 부지사 후보 (테네시주 보건부 국장으로 임명)[17]
- 알리슨 볼, 켄터키 주 재무장관[18] (주 감사관 출마)[19]
- 맷 베빈 전 주지사[20]
- 제임스 코머, 켄터키 제1선거구 연방 하원의원이자 2015년 주지사 후보[21] (켈리 크래프트 지지)[9][22]
- 토마스 매시, 켄터키 제4선거구 연방 하원의원 (이전에는 서배너 매덕스를 지지함)[23]
- 존 슈나터, 파파존스의 창립자이자 전 CEO[24]
- 맥스 와이즈, 주 상원의원[25] (크래프트의 러닝메이트로 출마)[10]

### 결과
| 2023년 켄터키 주지사 선거 공화당 경선 |                 |        |           |        |      |      |  |
|                                       |                 |        |           |        |      |      |  |
| 후보                                  | 후보            | 정당   | 득표      | 득표율 | 당락 | 비고 |  |
|                                       | 다니엘 캐머런   | 공화당 | 144,576표 | 47.7%  | 당선 |      |  |
|                                       | 라이언 퀄즈     | 공화당 | 65,178표  | 21.7%  |      |      |  |
|                                       | 켈리 크래프트   | 공화당 | 52,170표  | 17.2%  |      |      |  |
|                                       | 에릭 디터스     | 공화당 | 17,464표  | 5.8%   |      |      |  |
|                                       | 마이크 하몬     | 공화당 | 7,797표   | 2.6%   |      |      |  |
|                                       | 앨런 켁         | 공화당 | 7,317표   | 2.4%   |      |      |  |
|                                       | 데이비드 쿠퍼   | 공화당 | 2,282표   | 0.8%   |      |      |  |
|                                       | 제이콥 클라크   | 공화당 | 1,900표   | 0.6%   |      |      |  |
|                                       | 로비 스미스     | 공화당 | 1,388표   | 0.5%   |      |      |  |
|                                       | 밥 데버         | 공화당 | 931표     | 0.3%   |      |      |  |
|                                       | 조니 라이스     | 공화당 | 726표     | 0.2%   |      |      |  |
|                                       | 데니스 오머로드 | 공화당 | 696표     | 0.2%   |      |      |  |
| 합계                                  | 합계            | 합계   | 302,965표 |        |      |      |  |

## 본선

### 예측
| 기관                      | 등급   | 발표일          |
| ------------------------- | ------ | --------------- |
| The Cook Political Report | Lean D | 2023년 7월 21일 |
| Inside Elections          | Tilt D | 2023년 9월 1일  |
| Sabato's Crystal Ball     | Lean D | 2023년 7월 13일 |
| Elections Daily           | Tossup | 2023년 7월 12일 |

### 여론조사
| 기관                                             | 조사 기간                     | 표본 크기 | 오차범위 | 앤디 베셔 (민주당) | 다니엘 캐머런 (공화당) | 결정하지 못함 |
| ------------------------------------------------ | ----------------------------- | --------- | -------- | ------------------ | ---------------------- | ------------- |
| WPA Intelligence (R)                             | September 25 - 28, 2023       | 500 (LV)  | ± 4.4%   | 48%                | 42%                    | 10%           |
| WPA Intelligence (R)                             | September 5 - 8, 2023         | 500 (LV)  | ± 4.4%   | 48%                | 40%                    | 12%           |
| Gavin-Hart-Yang (D)                              | August 30 – September 1, 2023 | 716 (LV)  | ± 3.6%   | 51%                | 42%                    | –             |
| Public Policy Polling (D)                        | August 9–10, 2023             | 737 (V)   | ?        | 49%                | 41%                    | 10%           |
| Public Opinion Strategies (R)                    | July 19–20, 2023              | 500 (LV)  | ± 4.4%   | 49%                | 45%                    | 5%            |
| Public Opinion Strategies (R)                    | June 22–29, 2023              | 800 (RV)  | ± 3.95%  | 52%                | 42%                    | –             |
| Cygnal (R)                                       | May 22–23, 2023               | 600 (LV)  | ± 3.9%   | 47%                | 47%                    | 6%            |
| co/efficient (R) 보관됨 2023-05-22 - 웨이백 머신 | May 18–19, 2023               | 987 (LV)  | ± 3.1%   | 45%                | 43%                    | 12%           |
| Mason-Dixon                                      | January 18–23, 2023           | 625 (RV)  | ± 4.0%   | 49%                | 40%                    | 11%           |

### 개표 결과
| 2023년 켄터키 주지사 선거 |               |        |             |        |      |      |  |
|                           |               |        |             |        |      |      |  |
| 후보                      | 후보          | 정당   | 득표        | 득표율 | 당락 | 비고 |  |
|                           | 앤디 베셔     | 민주당 | 695,027표   | 52.4%  | 당선 |      |  |
|                           | 다니엘 캐머런 | 공화당 | 630,259표   | 47.5%  |      |      |  |
|                           | 기명후보      | 무소속 | 449표       | 0.0%   |      |      |  |
| 합계                      | 합계          | 합계   | 1,325,735표 |        |      |      |  |

## 같이 보기
- 2023년 미국 주지사 선거